# Wladimir Sergejewitsch Wachmistrow
Wladimir Sergejewitsch Wachmistrow (russisch Владимир Сергеевич Вахмистров; * 15. Julijul. / 27. Juli 1897greg. in Moskau; † 6. Juli 1972 ebenda) war ein russisch-sowjetischer Pilot und Luftfahrtingenieur.

## Leben
Wachmistrow, Sohn eines Verwaltungsangestellten, besuchte in Moskau die Realschule mit Abschluss 1915. Im begonnenen Ersten Weltkrieg trat er als Freiwilliger in die Kaiserlich Russische Armee ein und wurde in die Petrograder Michail-Artillerieschule geschickt. 1916 kam er als Praporschtschik an die Front und wurde bald Flugzeugaufklärerpilot.
Nach der Oktoberrevolution im Russischen Bürgerkrieg kämpfte Wachmistrow als Pilot der Luftstreitkräfte der Roten Armee im Wolgagebiet bei Orenburg und in Turkestan gegen die Basmatschi. 1921 gelang es ihm, das Studium an der 1918 gegründeten Turkestanischen Universität in Taschkent zu beginnen, das er dann an der Militärakademie für Ingenieure der Luftstreitkräfte „Prof. N. J. Schukowski“ in Moskau fortsetzte. Noch als Student konstruierte er Segelflugzeuge: AWF-8 Kondor (1924), Rekordflugzeug AWF-22 Smei Gorynytsch (1925 zusammen mit Michail Tichonrawow), Gamajun und Skif (1928 zusammen mit Tichonrawow und Alexei Alexejewitsch Dubrowin). Mit der Skif stellte Andrei Jumaschew auf dem VI. Allunionssegelflugwettbewerb 1929 in Koktebel einen Geschwindigkeitsrekord auf.
Von Februar bis April 1926 führte Wachmistrow als Flugingenieur mit dem Piloten Michail Gromow Testflüge mit dem ersten sowjetischen Serienganzmetallflugzeug Tupolew R-3 durch, das dann eine breite Anwendung fand und auch im Kampf gegen die Basmatschi eingesetzt wurde.
Nach dem Abschluss des Studiums an der Militärakademie 1930 arbeitete Wachmistrow im Forschungsinstitut der Luftstreitkräfte. 1931–1940 führte er das Sweno-Projekt durch. Dabei wurden an einem Bombenflugzeug als Trägerflugzeug leichte Jagdflugzeuge befestigt, die während des Fluges aus- und eingeklinkt werden konnten. Im Juni 1931 stellte Wachmistrow dem Oberbefehlshaber der Luftstreitkräfte Jakow Alksnis die Sweno-1 mit der Tupolew TB-1 als Träger und zwei Tupolew I-4 vor und erhielt die Genehmigung für die Fortführung des Projekts. Bei dem ersten Flug der Sweno-1 am 3. Dezember 1931 flog Wachmistrow als Copilot mit, während Waleri Tschkalow eine der I-4 flog. Nach Beginn des Deutsch-Sowjetischen Kriegs rüstete Wachmistrow für die Luftstreitkräfte der Schwarzmeerflotte im Juli 1941 drei Sweno-SPB-Einheiten (Tupolew TB-3 + 2 Polikarpow I-16) aus, die am 26. Juli 1941 erfolgreich ohne Verluste die Hafenanlagen von Konstanza bombardierten und am 10. und 13. August die Cernavodă-Brücke angriffen. Nach diesen Erfolgen bezogen sich Wachmistrows weitere Entwürfe auf die GST, TB-7 und Tupolew MTB-2 als Träger und die I-16, Polikarpow I-180, Lawotschkin LaGG-3 und Mikojan-Gurewitsch MiG-3 als getragene Flugzeuge.
Während des Großen Terrors war Wachmistrows älterer Bruder Ende 1937 verhaftet worden, während Wachmistrow selbst im März 1938 nur vom Chefkonstrukteur zum Leiter des Konstruktionsbüros KB-29 degradiert worden war.
Wachmistrow war mit  Marina Alexandrowna Pobedonoszewa, Schwester des Raketenkonstrukteurs Juri Pobedonoszew, verheiratet.
Wachmistrow starb am 6. Juli 1972 in Moskau und wurde auf dem Wagankowoer Friedhof begraben.